# Emperor of the North Pole
Emperor of the North Pole (br: O Imperador do Norte) é um filme estadunidense de 1973, dirigido por Robert Aldrich e estrelado por Lee Marvin, Ernest Borgnine, e Keith Carradine.
O filme aborda as situações envolvidas com a Grande Depressão da década de 1930, quando levas de desempregados e delinquentes estadunidenses tomavam os trens para viajarem de cidade em cidade, sem pagar, em busca de trabalho ou fugindo das autoridades. O filme se passa no estado do Oregon nos Estados Unidos. Baseia-se, em parte, no livro The Road, de Jack London.

## Sinopse
Shack (Ernest Borgnine) é um sádico guarda ferroviário responsável por impedir que pessoas viajem nos trens sem pagar passagem. Logo no início, Shack lança um homem sobre os trilhos com o trem em movimento, já demonstrando sua fixação doentia pela tarefa. Shack tem uma coleção de armas (tipos de marretas ou martelos) para combater os vagabundos, como são referidos no filme. O solitário A-No.1 (Lee Marvin) é experiente em viajar sem pagar e deseja fazer o que nenhum outro fez: andar no trem vigiado por Shack. Cigaret (Keith Carradine) é um jovem imitador de A-No.1 e que se assina nos muros como A Nº para ser confundido com ele. A No. se une ao Número 1 para aprender os truques de malandro da ferrovia. E ambos desafiam o maléfico Shack, viajando no trem ilegalmente.

## Elenco
| Elenco                             | Personagem       |
| ---------------------------------- | ---------------- |
| Lee Marvin                         | A No. 1          |
| Ernest Borgnine                    | Shack            |
| Keith Carradine                    | Cigaret          |
| Charles Tyner                      | Cracker          |
| Malcolm Atterbury                  | Hogger           |
| Simon Oakland                      | Policeman        |
| Harry Caesar                       | Coaly            |
| Hal Baylor                         | Yardman's Helper |
| Matt Clark                         | Yardlet          |
| Elisha Cook Jr. (como Elisha Cook) | Gray Cat         |